# Ctenotus eutaenius
Ctenotus eutaenius este o specie de șopârle din genul Ctenotus, familia Scincidae, descrisă de Storr 1981. Conform Catalogue of Life specia Ctenotus eutaenius nu are subspecii cunoscute.